# آمریکن سایکولوژیست
آمریکن سایکولوژیست (American Psychologist) یک مجله دانشگاهی با داوری همتا است که توسط انجمن روان‌شناسی آمریکا منتشر می‌شود. این مجله مقالاتی را منتشر می‌کند که مورد علاقه گسترده روان‌شناسان است. این مقالات از جمله گزارش‌های تجربی، پژوهشی و بررسی‌های علمی، آموزشی و سیاست‌های مربوط به مجله را پوشش داده و بنابر مناسبت، گاه به موضوعات خاص مرتبط با روان‌شناسی می‌پردازند. سردبیر مجله در زمان حاضر (۲۰۲۳م) هریس کوپر، یکی از استادان دانشگاه دوک است.

آمریکن سایکولوژیست وفادار به شفافیت است و با هدف تسهیل بررسی، تکرار و بازرسی گزارشهای پژوهشی، سیاست شفاف سازی را در دستور کار خود قرار داده‌است.